# John Q – Végszükség
A John Q – Végszükség (eredeti cím: John Q) 2002-ben bemutatott amerikai thriller-filmdráma, melyet Nick Cassavetes rendezett. A főbb szerepekben Denzel Washington, Robert Duvall, Kimberly Elise, Anne Heche, James Woods és Ray Liotta látható.
Az Amerikai Egyesült Államokban 2002. február 15-én került a mozikba a New Line Cinema forgalmazásában. Bár negatív kritikákat kapott, bevételi szempontból sikeresnek bizonyult.

## Cselekmény
Egy kisfiú összeesik baseballozás közben. Apja, John Quincy Archibald a kórházban megtudja, hogy biztosítása nem fedezi a fiú életének megmentéséhez szükséges szívátültetést. Archibald elkeseredett tettre szánja el magát: a kórház dolgozóit túszul ejtve próbálja kikényszeríteni az életmentő műtét elvégzését.

## Szereplők
| Színész           | Szerep                   | Magyar hang      |
| ----------------- | ------------------------ | ---------------- |
| Denzel Washington | John Quincy Archibald    | Kálid Artúr      |
| Kimberly Elise    | Denise Archibald         | Tóth Auguszta    |
| Daniel E. Smith   | Michael "Mike" Archibald | Gacsal Ádám      |
| James Woods       | Dr. Raymond Turner       | Kőszegi Ákos     |
| Anne Heche        | Rebecca Payne            | Murányi Tünde    |
| Robert Duvall     | Frank Grimes hadnagy     | Szersén Gyula    |
| Ray Liotta        | Gus Monroe rendőrfőnök   | Gergely Róbert   |
| Eddie Griffin     | Lester Matthews          | Czvetkó Sándor   |
| Shawn Hatosy      | Mitch Quigley            | Zámbori Soma     |
| David Thornton    | Jimmy Palumbo            | Trokán Péter     |
| Laura Harring     | Gina Palumbo             | Agócs Judit      |
| Ethan Suplee      | Guard Max Conlin         | Jászai László    |
| Kevin Connolly    | Steve Maguire            | Seszták Szabolcs |
| Paul Johansson    | Tuck Lampley             | Rosta Sándor     |

Jay Leno (magyar hangja Kajtár Róbert), Larry King, Ted Demme, Gloria Allred (magyar hangja Koffler Gizi), Nas, Bill Maher és Arianna Huffington önmagukat alakítják a filmben.

## Fogadtatás

### Bevételi adatok
A bemutató hétvégén a film első helyen nyitott az amerikai mozikban, 23,6 millió dolláros bevételt érve el. Észak-Amerikában 71,7 millió, a többi területen 30,5 millió dollárt termelt. A 36 milliós költségvetésből készült film összbevétele így 102,2 millió dollár lett.

### Kritikai visszhang
A kedvező bevételei ellenére a film gyenge kritikákat kapott. A Rotten Tomatoes weboldalon 133 kritika összegzése alapján 25%-on áll. Az oldal szöveges értékelése szerint: „Washington színészi alakítása a film fölé emelkedik, amely a nézők fejébe sulykolja mondanivalóját.”

## Fordítás
- Ez a szócikk részben vagy egészben  a   John Q. című angol Wikipédia-szócikk fordításán alapul.  Az eredeti cikk szerkesztőit annak laptörténete sorolja fel. Ez a jelzés csupán a megfogalmazás eredetét és a szerzői jogokat jelzi, nem szolgál a cikkben szereplő információk forrásmegjelöléseként.